# Price County
Das Price County ist ein County im US-amerikanischen Bundesstaat Wisconsin. Im Jahr 2020 hatte das County 14.054 Einwohner und eine Bevölkerungsdichte von 4,3 Einwohnern pro Quadratkilometer. Der Verwaltungssitz (County Seat) ist Phillips.

## Geografie

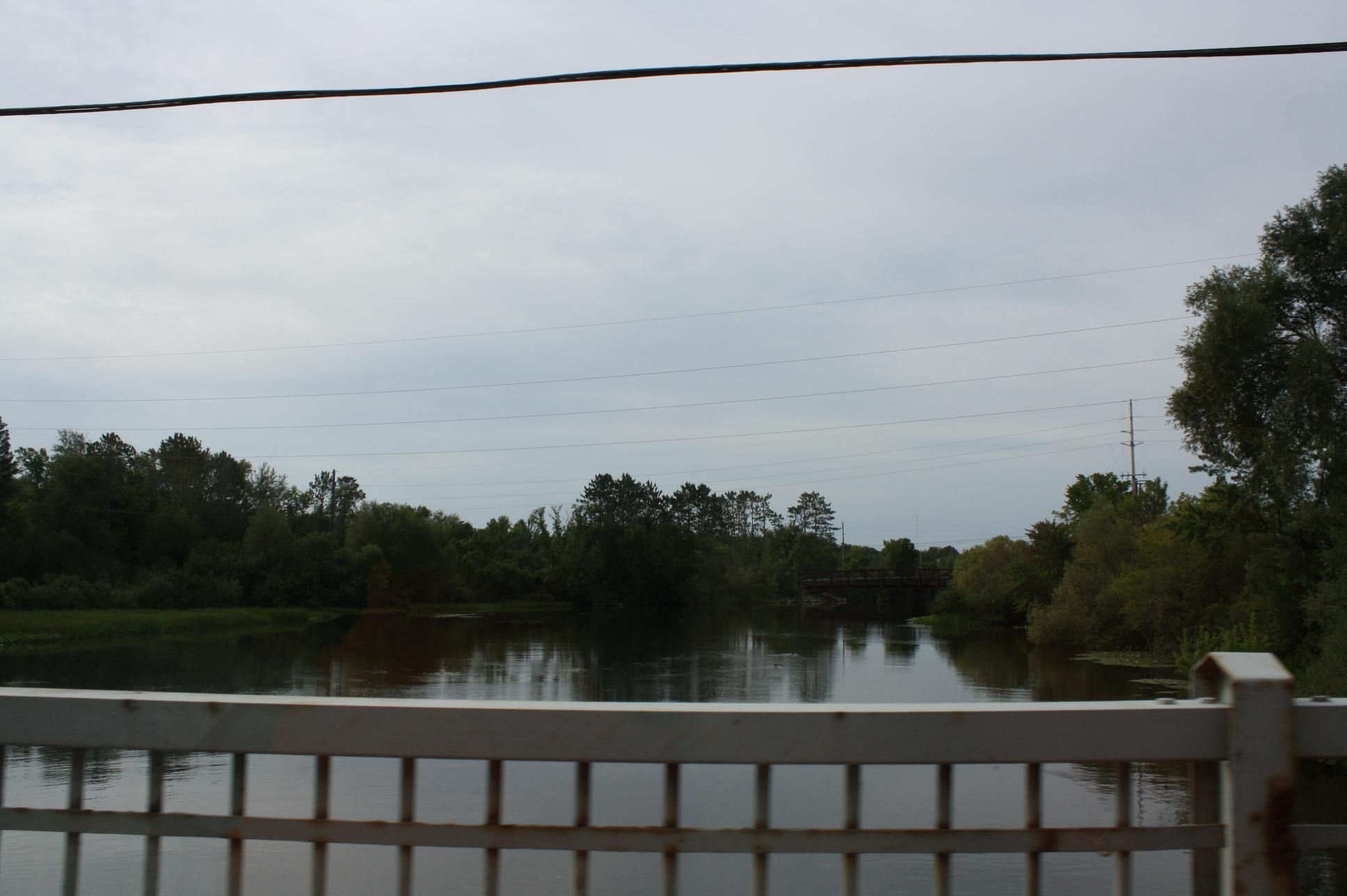
Der Flambeau River in Park Falls

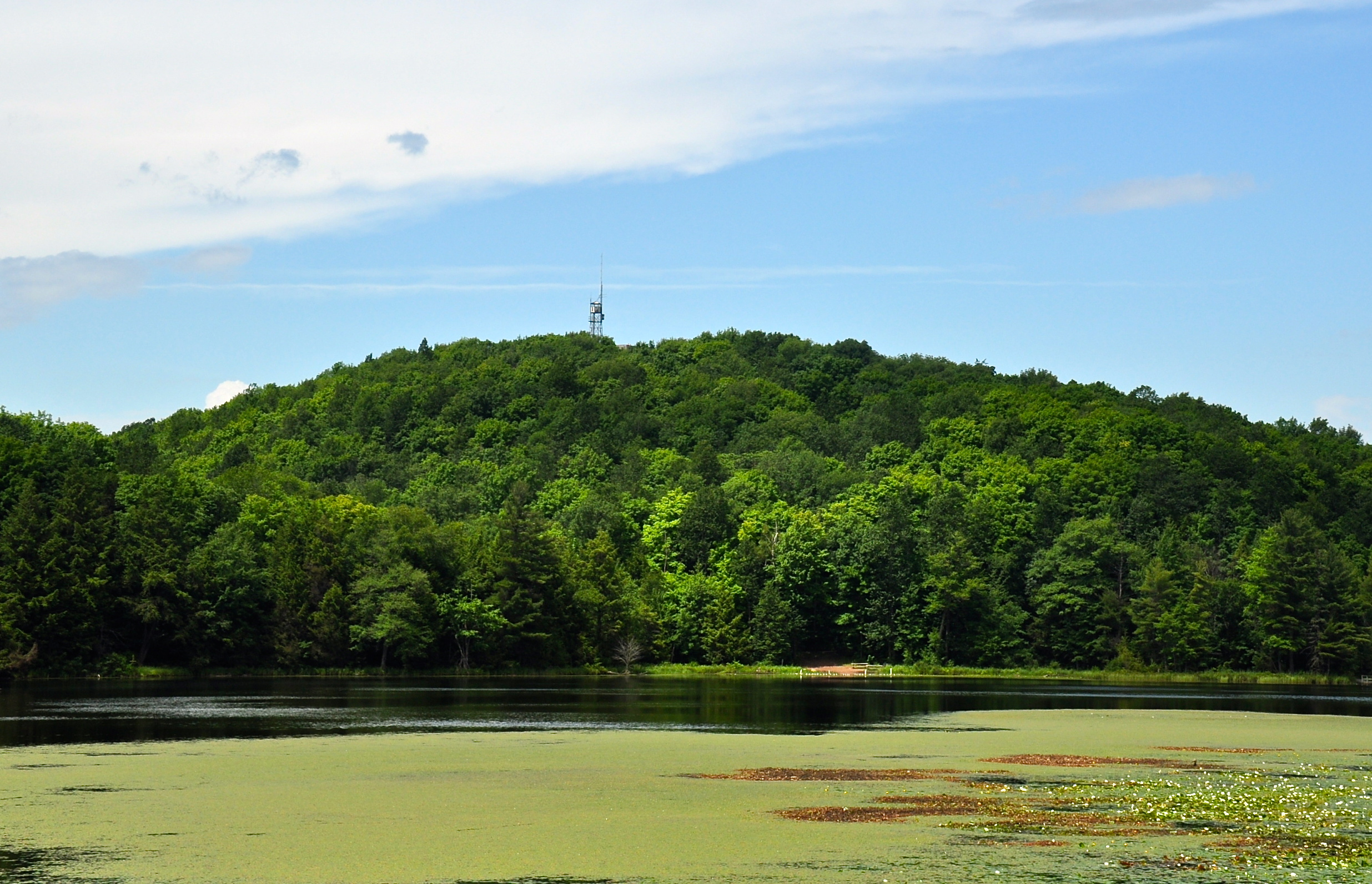
Timms Hill, der höchste Punkt Wisconsins

Das County liegt im mittleren Norden von Wisconsin und hat eine Fläche von 3311 Quadratkilometern, wovon 67 Quadratkilometer Wasserfläche sind.
Durch den Nordwesten des Countys fließt der Flambeau River, der über den Chippewa River zum Stromgebiet des Mississippi gehört.
Mit dem 595 Meter hohen Timms Hill befindet sich im Südosten des Price County die höchste Erhebung Wisconsins.
An das Price County grenzen folgende Nachbarcountys:
| Ashland County             |               | Iron County, Vilas County |
| Sawyer County, Rusk County |               | Oneida County             |
|                            | Taylor County | Lincoln County            |

## Geschichte
Das Price County wurde 1879 aus Teilen des Chippewa County und des Lincoln County gebildet. Benannt wurde es nach William T. Price (1824–1886), einem früheren Präsidenten des Senats von Wisconsin.

## Bevölkerung
Nach der Volkszählung im Jahr 2010 lebten im Price County 14.159 Menschen in 6890 Haushalten. Die Bevölkerungsdichte betrug 4,4 Einwohner pro Quadratkilometer. In den 6890 Haushalten lebten statistisch je 2,02 Personen.
Ethnisch betrachtet setzte sich die Bevölkerung zusammen aus 96,8 Prozent Weißen, 0,5 Prozent Afroamerikanern, 0,5 Prozent amerikanischen Ureinwohnern, 0,7 Prozent Asiaten, 0,4 Prozent Polynesiern sowie aus anderen ethnischen Gruppen; 1,1 Prozent stammten von zwei oder mehr Ethnien ab. Unabhängig von der ethnischen Zugehörigkeit waren 1,6 Prozent der Bevölkerung spanischer oder lateinamerikanischer Abstammung.
17,9 Prozent der Bevölkerung waren unter 18 Jahre alt, 58,9 Prozent waren zwischen 18 und 64 und 23,2 Prozent waren 65 Jahre oder älter. 49,2 Prozent der Bevölkerung waren weiblich.

Das jährliche Durchschnittseinkommen eines Haushalts lag bei 42.206 USD. Das Pro-Kopf-Einkommen betrug 23.925 USD. 14,2 Prozent der Einwohner lebten unterhalb der Armutsgrenze.

## Ortschaften im Price County
Citys
- Park Falls
- Phillips

Villages
- Catawba
- Kennan
- Prentice

Census-designated place (CDP)
- Ogema

Andere Unincorporated Communities
| - Brantwood - Clifford1 - Cranberry Lake | - Dover - Fifield - Lugerville | - Pennington - Spirit - Worcester |

1 – teilweise im Lincoln und im Oneida County

## Gliederung
Das Price County ist neben den zwei Citys und drei Villages in 17 Towns eingeteilt:
| Town               | Einwohner (2010) | FIPS     |
| ------------------ | ---------------- | -------- |
| Town of Catawba    | 269              | 55-13200 |
| Town of Eisenstein | 630              | 55-22950 |
| Town of Elk        | 988              | 55-23200 |
| Town of Emery      | 297              | 55-23975 |
| Town of Fifield    | 901              | 55-25775 |
| Town of Flambeau   | 489              | 55-26050 |

| Town               | Einwohner (2010) | FIPS     |
| ------------------ | ---------------- | -------- |
| Town of Georgetown | 171              | 55-28750 |
| Town of Hackett    | 169              | 55-31925 |
| Town of Harmony    | 222              | 55-32675 |
| Town of Hill       | 333              | 55-34725 |
| Town of Kennan     | 356              | 55-39200 |
| Town of Knox       | 341              | 55-40175 |

| Town              | Einwohner (2010) | FIPS     |
| ----------------- | ---------------- | -------- |
| Town of Lake      | 1128             | 55-41150 |
| Town of Ogema     | 713              | 55-59525 |
| Town of Prentice  | 475              | 55-65350 |
| Town of Spirit    | 277              | 55-75525 |
| Town of Worcester | 1555             | 55-89100 |